# Saint-Vincent-de-Barbeyrargues
Saint-Vincent-de-Barbeyrargues é uma comuna francesa na região administrativa de Occitânia, no departamento de Hérault. Estende-se por uma área de 2,24 km². Em 2010 a comuna tinha 702 habitantes (densidade: 313,4 hab./km²).